# Atelier Ryza: Ever Darkness & the Secret Hideout
Atelier Ryza: Ever Darkness & the Secret Hideout es un videojuegos de rol desarrollado por Gust y lanzado originalmente en Japón para PlayStation 4, Nintendo Switch y Microsoft Windows en septiembre de 2019. Fue lanzado en Norteamérica en octubre de 2019 y en el resto del mundo en noviembre de 2019 por el mismo consolas. Es la vigésima primera entrada principal de la serie Atelier.
Una secuela, titulada Atelier Ryza 2: Lost Legends & the Secret Fairy, se lanzó el 3 de diciembre de 2020 en Japón y en enero de 2021 en Norteamérica y Europa para PlayStation 4, PlayStation 5 y Nintendo Switch, con una versión de Microsoft Windows siendo lanzado en el mismo mes para todas las regiones. Una segunda secuela, titulada Atelier Ryza 3: Alchemist of the End & the Secret Key, está programada para lanzarse para Microsoft Windows, Nintendo Switch, PlayStation 4 y PlayStation 5 en febrero de 2023.
Una serie de televisión de anime basada en el juego de Liden Films está programada para estrenarse en julio de 2023.

## Argumento
Reisalin "Ryza" Stout es una chica que vive en la isla Kurken y está ansiosa por tener sus propias aventuras. Un día, se cuela en el continente en barco con sus amigos Lent Marslink y Tao Mongarten, donde conocen y se hacen amigos de Klaudia Valentz, la hija de un comerciante. Los cuatro son emboscados por un monstruo y rescatados por el alquimista Empel Vollmer y su guardaespaldas Lila Decyrus. Impresionados con las habilidades de Empel y Lila, Ryza, Tao y Lent convencen al dúo para que los acepte como aprendices. Empel comienza a enseñarle a Ryza los conceptos básicos de la alquimia y ayuda con los estudios de Tao, mientras que Lent comienza el entrenamiento de combate con Lila. A medida que el trío mejora, restauran una cabaña abandonada en el bosque, que se convierte en el taller de Ryza y su base de operaciones en el continente. Más tarde, Klaudia se une al grupo en sus aventuras después de obtener la aprobación de su padre.
Angustiada por los logros de Ryza y sus amigos, su amigo de la infancia Bos Brunnen conspira para implicar falsamente a Empel y Lila en todos los problemas de la isla, con la ayuda de su padre Moritz, que desconfía de sus investigaciones sobre las ruinas locales y los quiere. alejado. Su plan falla después de que Empel ejecuta un plan para demostrar su inocencia y Bos huye de casa. El grupo persigue a Bos hasta una puerta que conduce a un reino alternativo llamado "Inframundo", donde lo encuentran bajo el cuidado de Kilo, quien, como Lila, es miembro de la raza local de Oren, que está luchando. una guerra perdida contra una poderosa horda de monstruos insectoides conocidos como "Philuscha". En el incidente, se revela que el suministro de agua local fue robado hace siglos por el antiguo Reino de Klint, lo que permitió a Philuscha devastar la tierra sin ser desafiados, con Empel y Lila viajando juntos para sellar todas las puertas y evitar que atacaran otros reinos. Bos se da cuenta de que el agua está almacenada en un orbe mágico en posesión de su padre y, avergonzado por sus errores y los de su familia, Bos se reforma y decide ayudar al grupo. Algún tiempo después, Ryza y Bos aclaran un malentendido de su infancia que los llevó a comenzar a evitarse y se reconcilian.
De regreso a su mundo, Ryza y sus amigos descubren que el Reino de Klint fue destruido por una invasión de Philuscha y los sobrevivientes se refugiaron en la isla Kurken, que en realidad es una estructura hecha por el hombre, lo que los convierte en sus descendientes. También se enteran de que la isla está en peligro porque la maquinaria que la mantiene a flote está fallando por falta de mantenimiento. Después de hacer algunas reparaciones de emergencia en la isla, el grupo regresa al Inframundo para detener otra invasión de Philuscha, y lo logra después de derrotar a su líder, la Reina Devastadora. Ryza usa la piedra mágica extraída del cuerpo de Ravaging Queen para terminar las reparaciones de la isla y Bos destruye el orbe para devolver el agua robada y ahuyentar al resto del enjambre Philuscha. El grupo celebra su victoria en el taller de Ryza antes de tomar caminos separados. Lent se convierte en un caballero andante, Tao se va con Bos a estudiar a la capital, Klaudia continúa viajando con su padre, mientras Empel y Lila reanudan su búsqueda para sellar las puertas del Inframundo, y Ryza se queda en la isla para hacer los preparativos para uno. día hacer su propio viaje sola.

## Jugabilidad
Atelier Ryza es un videojuego de rol japonés con un importante componente de creación, llamado alquimia. En las partes de combate del juego, las batallas utilizan un sistema de combate por turnos modificado que incorpora elementos en tiempo real. El tiempo avanza continuamente mientras el jugador da órdenes a los personajes del grupo. Los ataques generan puntos de acción que se pueden usar para realizar habilidades o ataques especiales, o para elevar el nivel de tácticas del grupo, lo que da acceso a habilidades más poderosas.
Fuera del combate, el juego gira en torno a la alquimia. Esto implica reunir recursos en el campo y colocarlos en un campo de nodos elementales para descubrir nuevas recetas y crear una amplia variedad de elementos utilizables. Una novedad en la serie en Atelier Ryza es la capacidad de automatizar la recopilación y la síntesis de elementos para los jugadores que están más interesados en otros aspectos del juego.

## Desarrollo
El juego se lanzó en Japón el 26 de septiembre de 2019, en Norteamérica el 29 de octubre de 2019 y el 1 de noviembre de 2019 para otras regiones. Las versiones de PlayStation 4 y Nintendo Switch tuvieron lanzamientos físicos, mientras que la versión de Microsoft Windows se lanzó exclusivamente en Steam. Las versiones de consola también se distribuyen a través de Nintendo eShop y PlayStation Store.

## Recepción y críticas
Tras su lanzamiento, Atelier Ryza recibió críticas "generalmente favorables" en todas las plataformas, según el agregador de reseñas Metacritic. PJ O'Reilly de Nintendo Life escribió que el juego "lleva la serie a nuevas alturas" con su revisión de combate. En cuanto al sistema de alquimia rediseñado, pensó que la profundidad tradicional de elaboración en la serie Atelier se equilibraba con una experiencia optimizada. También reconoció el juego por su narrativa emocional y personajes principales fuertes, aunque encontró fallas en el ritmo lento en las primeras partes del juego y las tediosas misiones secundarias.
El 26 de agosto de 2020, el juego vendió 500 000 copias, lo que lo convirtió en el título más vendido de la serie. Al 14 de septiembre de 2022, la serie Atelier Ryza ha vendido más de 1,3 millones de unidades.
El juego fue nominado a "Mejor personaje" con Reisalin Stout en los Famitsu Dengeki Game Awards 2019.

## Adaptación al anime
Una adaptación a manga del juego ilustrado por Riichu comenzó a serializarse en la revista Shūkan Famitsū de Kadokawa Game Linkage el 17 de septiembre de 2020.
El 19 de marzo de 2023 se anunció una adaptación de la serie de televisión de anime del juego. Fue animada por Liden Films y dirigida por Ema Yuzuhira, con Yashichiro Takahashi y Kazuki Yanagawa retomando sus papeles del juego como guionista y compositor. Se estrenó el 2 de julio de 2023. El tema de apertura es "Golden Ray" de Sangatsu no Phantasia. Crunchyroll obtuvo la licencia de la serie fuera de Asia.

#### Lista de episodios
| N.º en serie | Título | Dirigido por                 | Escrito por          | Fecha de emisión original |
| ------------ | --- | ---------------------------- | -------------------- | ------------------------- |
| 1            | «Alquimista» Transcripción: «Renkinjutsushi» (en japonés: 錬金術士)                                           | Ema Yuzuhira Ryūta Yamamoto  | Yashichiro Takahashi | 2 de julio de 2023        |
| 2            | «Dando el primer paso» Transcripción: «Mazu wa Ippo no Hajimari» (en japonés: まずは一歩の始まり)             | Haruka Saiga Kazuya Sakamoto | Yashichiro Takahashi | 9 de julio de 2023        |
| 3            | «Un aroma memorable» Transcripción: «Omoide no Kaori» (en japonés: 思い出の香り)                              | Shōgo Ono                    | Minami Nakamura      | 16 de julio de 2023       |
| 4            | «La mina hundida» Transcripción: «Suibotsu Kōdō» (en japonés: 水没坑道)                                       | Kana Kawana Misato Takada    | Yashichiro Takahashi | 23 de julio de 2023       |
| 5            | «La mejor idea» Transcripción: «Saikō no Aidea» (en japonés: 最高のアイデア)                                  | Akira Toba                   | Yoriko Tomita        | 30 de julio de 2023       |
| 6            | «Hagamos un escondite» Transcripción: «Kakurega o Tsukurō» (en japonés: 隠れ家を作ろう)                       | Kazuya Fujishiro             | Minami Nakamura      | 6 de agosto de 2023       |
| 7            | «El valor de Klaudia» Transcripción: «Kuraudia no Yūki» (en japonés: クラウディアの勇気)                      | Tetsuya Endo                 | Yoriko Tomita        | 13 de agosto de 2023      |
| 8            | «¡La alquimia es una explosión!» Transcripción: «Renkinjutsu wa Bakuhatsu da!» (en japonés: 錬金術は爆発だ！) | Ryūta Yamamoto               | Yashichiro Takahashi | 20 de agosto de 2023      |
| 9            | «La prueba final» Transcripción: «Saigo no Kadai» (en japonés: 最後の課題)                                    | Fumiaki Usui Hazuki Mizumoto | Yoriko Tomita        | 27 de agosto de 2023      |
| 10           | «Siguiendo al grupo de cacería» Transcripción: «Tōbatsutai o Otte» (en japonés: 討伐隊を追って)               | Misato Takada                | Yashichiro Takahashi | 3 de septiembre de 2023   |
| 11           | «Batalla final en el castillo» Transcripción: «Kojō no Kessen» (en japonés: 古城の決戦)                       | Akira Toba                   | Yashichiro Takahashi | 10 de septiembre de 2023  |
| 12           | «Los días cambiantes» Transcripción: «Kawariyuku Hibi» (en japonés: 変わりゆく日々)                           | Tetsuya Endo                 | Yashichiro Takahashi | 17 de septiembre de 2023  |